# Wapen van bisdom Groningen

Het wapen van het bisdom Groningen

Het wapen van bisdom Groningen betreft het heraldisch wapen dat op 1 maart 1988 aan het bisdom Groningen werd toegekend. Omdat het bisdom eind 2005 van naam veranderde werd ook het wapen aangepast. Het wapen van het bisdom Groningen-Leeuwarden is wel gebaseerd op dit wapen.

## Geschiedenis
Het wapen werd op 1 maart 1988 officieel per Koninklijk Besluit door de Hoge Raad van Adel aan het bisdom Groningen toegekend. Een eerste wapen werd echter al voor 1559 gebruikt door Johannes Knijff, de eerste bisschop van het bisdom. Knijff gebruikte een alliantiewapen bestaande uit zijn familiewapen en dat van het aartsbisdom Utrecht. Omdat de kleuren niet bekend zijn werd het wapen in 1988 vergeven met de kleuren uit het wapen van de stad Groningen. Het wapen heeft dienstgedaan tot de naamsverandering die op 26 november door een bisschoppelijke congregatie te Rome aan het bisdom werd verleend. Hierdoor werd het wapen op 3 oktober 2007 per Koninklijk Besluit vervangen.
Het bisdom wenste een wapen dat gevierendeeld zou zijn met in de kwartieren I en IV dit wapen en in de kwartieren II en III het wapen van Leeuwarden. Uiteindelijk is besloten om het kruis op het wapen een andere kleur te geven: goud. Goud is tevens het metaal dat in het wapen van Leeuwarden voorkomt, waardoor die stad toch in het bisdomwapen terug zou komen.

## Blazoenering
De blazoenering van het wapen luidde als volgt:
In sinopel een kruis van zilver. Het schild gedekt met een gouden, met edelstenen bezette mijter, waarvan ter weerszijde van het schild twee gouden, van keel gevoerde linten met gouden franje afhangen, de uiteinden beladen met een breedarmig kruisje van keel; achter het schild schuingekruist, een gouden kromstaf, de krul naar buiten gericht, en een gouden, met edelstenen bezet kruis met lelievormige uiteinden.
Het schild is groen van kleur met daarop een zilveren kruis. Gelijk aan de andere bisdomwapens is het wapen gedekt door een met edelstenen bezette gouden mijter. De linten van de mijter zijn gevoerd met rode stof. De uiteindes hebben een rood breedarmig kruis. Achter het schild kruisen een gouden krulstaf en een gouden kruis.

## Vergelijkbare wapens
De volgende wapens zijn vergelijkbaar met het wapen van het Bisdom Haarlem:

Het wapen van het aartsbisdom Utrecht
Het wapen van het bisdom Haarlem
Het wapen van bisdom Haarlem-Amsterdam
Het wapen van het bisdom Rotterdam
Het wapen van het bisdom Groningen-Leeuwarden na de naamswijziging.